# Czołowo (osada leśna w powiecie poznańskim)
Czołowo – osada leśna w Polsce położona w województwie wielkopolskim, w powiecie poznańskim, w gminie Kórnik.